# Ivanka Brađašević
Ivanka Brađašević, hrvaška pisateljica, pesnica in knjižničarka, * 1955, Nova Kapela, SFRJ (zdaj Hrvaška).
Ivanka Brađašević se je rodila v vasi Nova Kapela (del Slavonski Brod), kjer je obiskovala osnovno šolo. Diplomirala je na Filozofski fakulteti v Zagrebu, smer hrvaščina in književnost ter bibliotekarstvo. Poučevala je hrvaški jezik in književnost v Srednji šoli Mate Blažine v Labinu ter Osnovni šoli Ante Kovačić v Zagrebu. Pesmi in kratke zgodbe objavlja v Zvoniku, Križu života in drugih časopisih. 